# J. R. August
J.R. August, pravog imena Nikola Vranić (rođen 30. siječnja 1989.), hrvatski je kantautor i producent iz Zaboka, dobitnik 10 nagrada Porin.
Prije samostalne kantautorske karijere svirao je klavijature u varaždinskom sastavu Voodoo Lizards, a s njegovim frontmanom Zackom Dustom snimio je 2010. godine album i nastupao u Los Angelesu kao njegov prateći glazbenik, s glazbenicima poput Jimmyja Ripa (Television, Mick Jagger), Bernarda Fowlera (pratećeg vokala Rolling Stonesa), Sharlotte Gibson (prateće vokalistice Rolling Stonesa), Fuzzbeeja Morsea, Phila Jonesa (Tom Petty), Remija Kabake, Kim Shaheen i drugih. Nastupao je u čuvenim klubovima Viper Room, Whisky A Go Go i Rainbow Bar. 
Nakon što je objavio pjesmu "Man with the Magnificent Mind", britanski bend Coldplay predstavio je J.R. Augusta na svojoj internetskoj stranici kao obećavajućeg mladog glazbenika.
Nakon 5 samostalnih EP izdanja, 2019. godine potpisao je ekskluzivni ugovor s izdavačkom kućom Croatia Records, pod kojom je objavio svoj debitantski album Dangerous Waters. Album su gotovo svi hrvatski glazbeni kritičarai proglasili najboljim domaćim albumom 2019. godine, a u tjednu nakon objave je bio najprodavaniji hrvatski album u Hrvatskoj, što je presedan za hrvatskog izvođača koji pjeva na engleskom jeziku.
J.R. August je dobitnik nagrade radijske emisije Music Pub Zlatka Turkalja (Drugi program Hrvatskog radija) za najbolji album 2019. godine.
Na dodjeli nezavisne novinarske glazbene nagrade Rock&Off 2020. godine osvojio je 3 nagrade, u kategorijama: Album godine (Dangerous Waters), Veliki prasak godine (nagrada za najboljeg novog izvođača) te za Rock&Off izvođača godine (najboljeg izvođača rock glazbe).
Godine 2020. godine osvojio je čak 5 glazbenih nagradu Porin, u kategoriji Album godine (za album Dangerous Waters), Novi izvođač godine te Najbolji album alternativne glazbe (album Dangeorus Waters), a bio je nominiran i u kategoriji Najbolja muška vokalna izvedba (za pjesmu "Crucify Me") te u kategoriji Najbolji video broj (za videospot za pjesmu "Crucify Me", redatelja Filipa Gržinčića).
Godine 2021. godine osvojio je još 3 nagrade Porin, u kategorijama: Najbolji live album i Najbolji video broj. Također, iste je godine osvojio i 2 nagrade ROCK&OFF, u kategorijama: Najbolji rock izvođač i Najbolji live izvođač.
Dana 15. travnja 2022., J.R, August objavio je svoj 2. studijski album Still Waters. Album je naišao na dobre kritike i kritike i publike, ali je žestoko kritiziran zbog spotova koji prate oba singla s albuma: Dealing With The Pain i I Forgive Her.

## Vanjske poveznice
- Discogs